# Huczko
Huczko (ukr. Гучко) – część miasta Dobromila na Ukrainie, blisko granicy z Polską, w obwodzie lwowskim, w rejonie samborskim. Leży w południowej części miasta, wzdłuż ulicy Zamkowej. Dawniej samodzielna wieś.

## Historia
Do 1924 samodzielna wieś gmina jednostkowa. Pod zaborem austriackim gmina (formalnie Ober- und Unter-Engelsbrunn und Huczko) do 1867 należała do Bezirk Dobromil w cyrkule sanockim. 28 lutego 1867 weszła w skład nowo utworzonego powiatu birczańskiego, w po jego zniesieniu w 1876 – do powiatu dobromilskiego.
W II Rzeczypospolitej miejscowość należała do powiatu dobromilskiego w woj. lwowskim; w 1921 roku gmina jednostkowa Huczko liczyła 1955 mieszkańców.
1 sierpnia 1924 Huczko włączono do Dobromila. 
Po wojnie wraz z Dobromilem włączone do Związku Radzieckiego (Ukraińskiej SRR).